# تشارلز ر. إيكيرت
تشارلز ر. إيكيرت هو محامي وسياسي أمريكي، ولد في 20 يناير 1868 في بيتسبرغ في الولايات المتحدة، وتوفي في 26 أكتوبر 1959 في روتشستر في الولايات المتحدة بسبب حادث مرور. نشط حزبياً في الحزب الديمقراطي. وقد انتخب عضو مجلس النواب الأمريكي ‏.